# Francouzské Antily

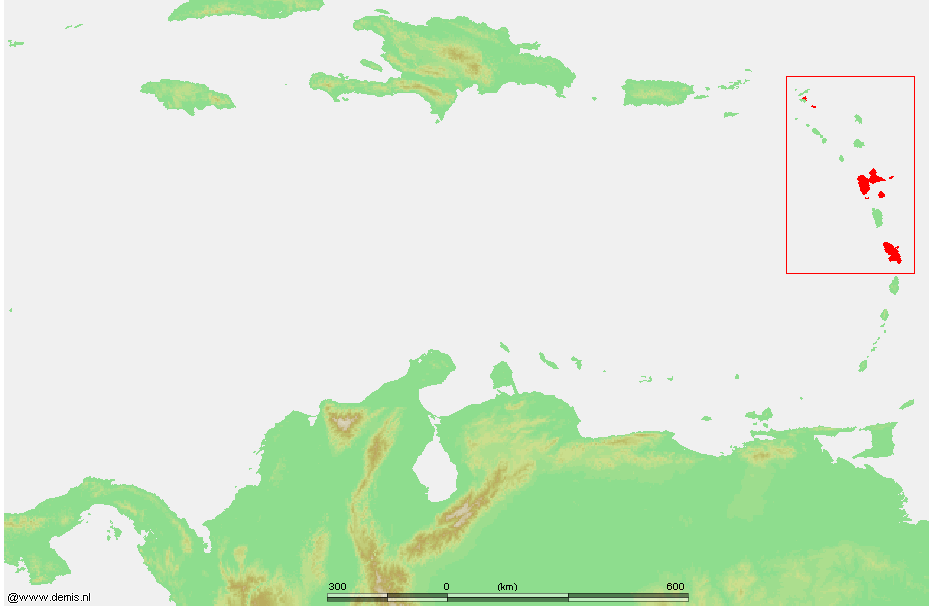
mapa východní části Karibiku a vyznačení Francouzských Antil

Francouzské Antily je souhrnné pojmenování pro ostrovy v Karibiku, které spadají pod správu Francie. Jedná se o 2 zámořské regiony a departementy Martinik a Guadeloupe a zámořská společenství Svatý Martin a Svatý Bartoloměj.
Všechny ostrovy jsou součástí souostroví Malých Antil. Guadeloupe je tvořen dvěma ostrovy propojenými úzkou pevninskou šíjí – Basse-Terre a Grande-Terre. Kromě toho pod správu Guadeloupe patří i okolní menší ostrovy Îles des Saintes, Marie-Galante a La Désirade. Ostrov Svatý Martin je rozdělen na francouzskou a nizozemskou část. Tyto dvě oblasti jsou známé pod názvy „Saint-Martin“ pro francouzskou část a „Sint Maarten“ pro nizozemskou část.
V minulosti během koloniálního období byly francouzské pozice v Karibiku rozsáhlejší. Francie ovládala ostrovy Dominika, Svatá Lucie, Svatý Kryštof, Svatý Vincenc, Grenadiny, Grenada a Tobago. Pod francouzskou správu patřila i západní část ostrova Hispaniola (pod názvem Saint-Domingue), po krátkou dobu dokonce celý ostrov.

## Základní údaje o území
| ostrov                        | populace (2008) | rozloha (km²) | hustota zalidnění | lokalizace                       |
| ----------------------------- | --------------- | ------------- | ----------------- | -------------------------------- |
| Martinik                      | 397 693         | 1 128,03      | 353               | 14°41′2″ s. š., 61°1′41″ z. d.   |
| Grande-Terre (Guadeloupe)     | 197 681         | 586,68        | 337               | 16°18′34″ s. š., 61°26′12″ z. d. |
| Basse-Terre (Guadeloupe)      | 187 782         | 847,82        | 221               | 16°9′46″ s. š., 61°41′34″ z. d.  |
| Svatý Martin                  | 36 661          | 53,20         | 689               | 18°4′55″ s. š., 63°3′8″ z. d.    |
| Marie-Galante (Guadeloupe)    | 11 872          | 158,01        | 75                | 15°55′39″ s. š., 61°16′4″ z. d.  |
| Svatý Bartoloměj              | 8 673           | 25,00         | 347               | 17°53′53″ s. š., 62°49′39″ z. d. |
| Îles des Saintes (Guadeloupe) | 3 418           | 12,8          | 267               | 15°51′9″ s. š., 61°37′47″ z. d.  |
| La Désirade (Guadeloupe)      | 1 587           | 23,12         | 69                | 16°19′6″ s. š., 61°3′2″ z. d.    |

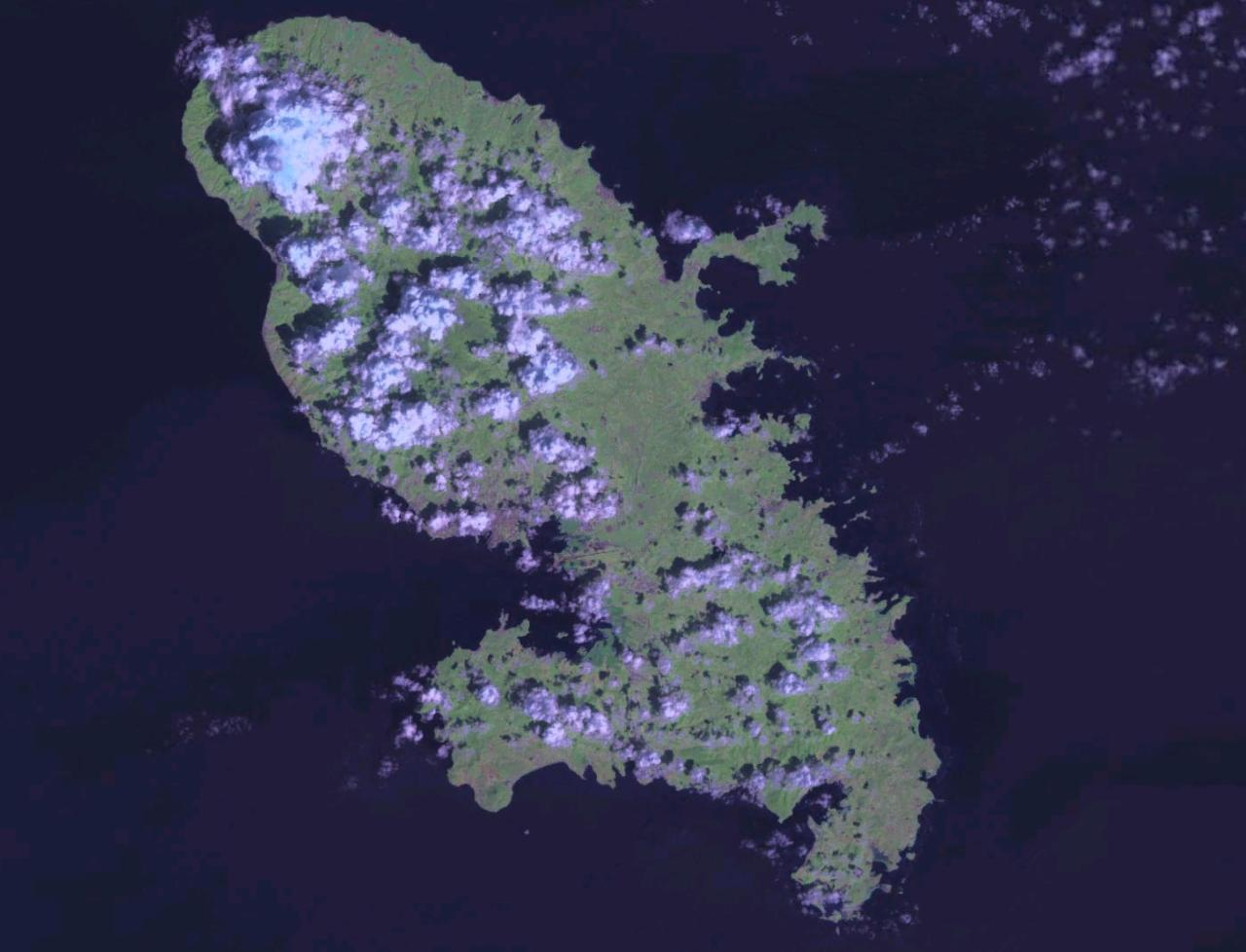
Martinik
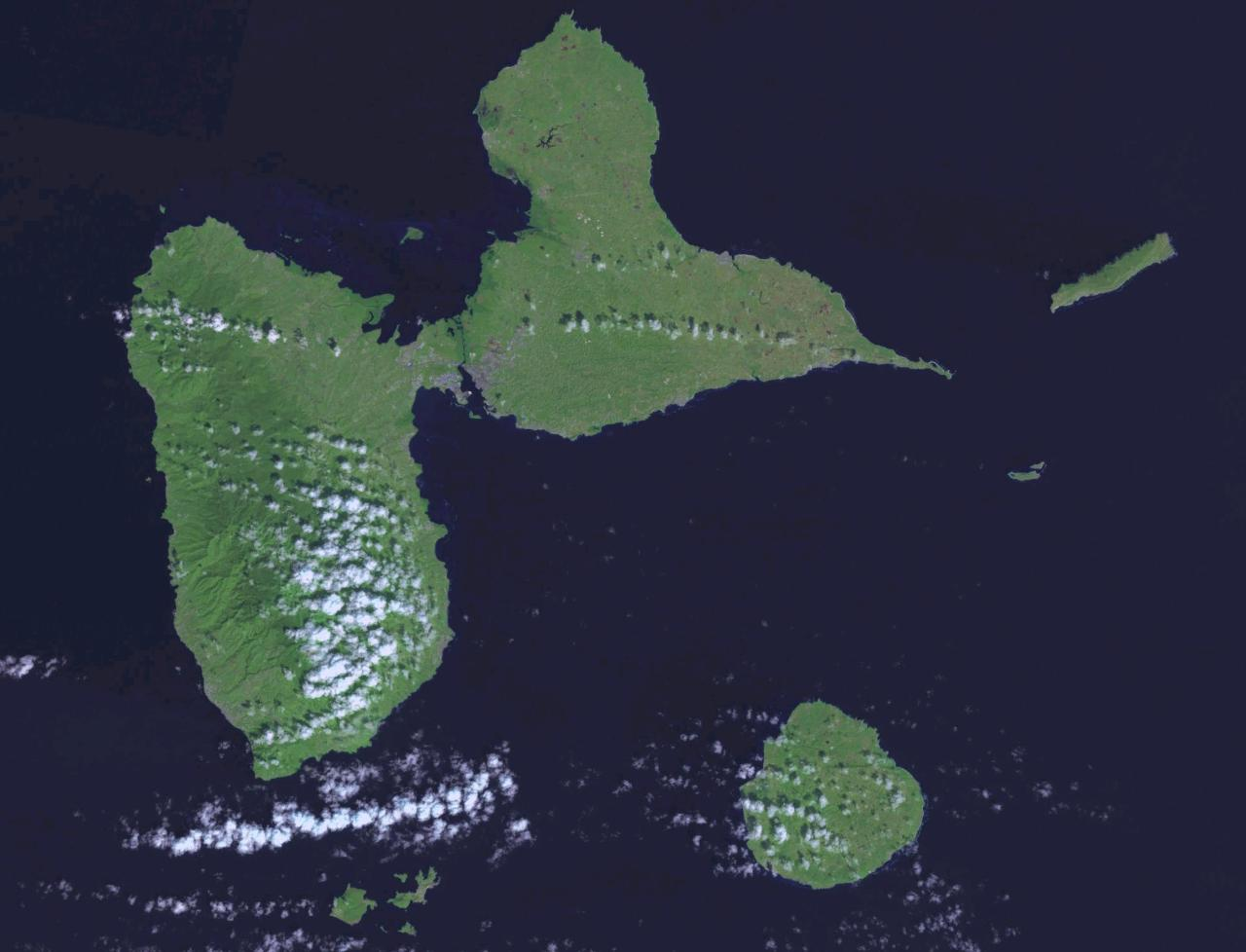
Guadeloupe
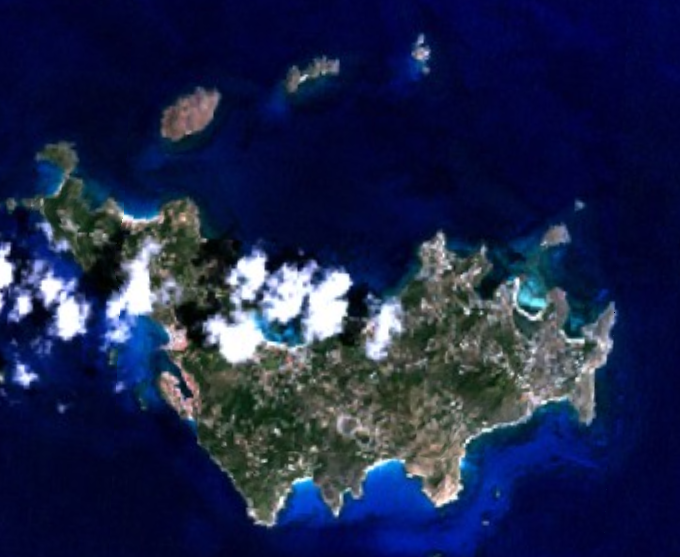
Saint-Barthélemy
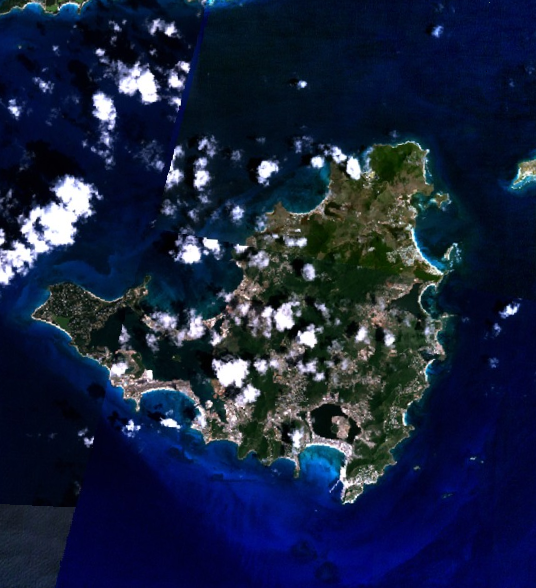
Saint-Martin